# Exocentrus multilineatipennis
Exocentrus multilineatipennis là một loài bọ cánh cứng trong họ Cerambycidae.